# Garganelli
Les garganelli [ɡarɡaˈnɛlli] sont des pâtes alimentaires formées en roulant un losange de pâte de manière cylindrique. Elles sont typiques d'Émilie-Romagne.

## Description
Les garganelli sont des nouilles tubulaires fabriquées en faisant un petit rouleau à partir d'un losange de pâte d'environ 4 × 4 centimètres. Ils ressemblent aux penne à la différence que les stries sont perpendiculaire et non longitudinales. Les garganelli sont généralement côtelés (rigati). La pâte est une pâte classique, à base d’œuf et de farine de blé tendre à hauteur de 1 œuf par 100 g de farine.
Les garganelli sont peu connus en dehors de l'Italie et sont servis avec des sauces contenant de la chair de canard, du jambon, des saucisses, du parmesan ou des petits pois.